# العلاقات السويدية الهندية
العلاقات السويدية الهندية هي العلاقات الثنائية التي تجمع بين السويد والهند.

## مقارنة بين البلدين
هذه مقارنة عامة ومرجعية للدولتين:
| وجه المقارنة                                              | السويد                                                                               | الهند                       |
| --------------------------------------------------------- | ------------------------------------------------------------------------------------ | --------------------------- |
| المساحة (كم2)                                             | 450.30 ألف                                                                           | 3.29 مليون                  |
| عدد السكان (نسمة)                                         | 10.16 مليون                                                                          | 1.35 مليار                  |
| الكثافة السكانية (ن./كم²)                                 | 22.56                                                                                | 410.33                      |
| العاصمة                                                   | ستوكهولم                                                                             | نيودلهي                     |
| اللغة الرسمية                                             | اللغة السويدية، لغات السامي، اللغة الفنلندية، منكيلي، اللغة الرومنية، اللغة اليديشية | اللغة الهندية، لغة إنجليزية |
| العملة                                                    | كرونة سويدية                                                                         | روبية هندية                 |
| الناتج المحلي الإجمالي (بليون دولار)                      | 538.04 مليار                                                                         | 2.60 تريليون                |
| الناتج المحلي الإجمالي (تعادل القوة الشرائية) بليون دولار | 469.01 مليار                                                                         | 8.00 تريليون                |
| الناتج المحلي الإجمالي الاسمي للفرد دولار أمريكي          | 50.58 ألف                                                                            | 1.60 ألف                    |
| الناتج المحلي الإجمالي للفرد دولار أمريكي                 | 45.30 ألف                                                                            | 5.70 ألف                    |
| مؤشر التنمية البشرية                                      | 0.907                                                                                | 0.609                       |
| رمز المكالمات الدولي                                      | +46                                                                                  | +91                         |
| رمز الإنترنت                                              | .se                                                                                  | .in، .भारत ‏، .بھارت ‏،        |
| المنطقة الزمنية                                           | توقيت وسط أوروبا، ت ع م+01:00، ت ع م+02:00، أوروبا/ستوكهولم ‏                         | ت ع م+05:30، توقيت الهند    |

## مدن متوأمة
في ما يلي قائمة باتفاقيات التوأمة بين مدن سويدية وهندية:
- ترتبط Enköping Municipality [الإنجليزية]‏ مع ميسور باتفاقية توأمة منذ 1994.[14][14][14][14]

## منظمات دولية مشتركة
يشترك البلدان في عضوية مجموعة من المنظمات الدولية، منها:
| علم المنظمة | اسم المنظمة                        | تاريخ انضمام السويد | تاريخ انضمام الهند |
| ----------- | ---------------------------------- | ------------------- | ------------------ |
|             | منظمة التجارة العالمية             | 1995                | 1995               |
|             | الاتحاد البريدي العالمي            | ?                   | ?                  |
|             | يونسكو                             | 23 يناير 1950       | 4 نوفمبر 1946      |
|             | الفريق المعني برصد الأرض           | ?                   | ?                  |
|             | مؤسسة التمويل الدولية              | 20 يوليو 1956       | 20 يوليو 1956      |
|             | بنك التنمية الآسيوي                | 1966                | 1966               |
|             | منظمة حظر الأسلحة الكيميائية       | ?                   | ?                  |
|             | مؤسسة التنمية الدولية              | 24 سبتمبر 1960      | 24 سبتمبر 1960     |
|             | نظام تحكم تكنولوجيا القذائف        | 1991                | 2016               |
|             | وكالة ضمان الاستثمار متعدد الأطراف | 12 أبريل 1988       | 6 يناير 1994       |
|             | الاتحاد الدولي للاتصالات           | 1866                | 1869               |
|             | منظمة الشرطة الجنائية الدولية      | ?                   | ?                  |
|             | الأمم المتحدة                      | 19 نوفمبر 1946      | 30 أكتوبر 1945     |
|             | البنك الدولي للإنشاء والتعمير      | 31 أغسطس 1951       | 27 ديسمبر 1945     |
|             | المنظمة الهيدروغرافية الدولية      | ?                   | ?                  |
|             | البنك الإفريقي للتنمية             | ?                   | ?                  |

## أعلام
هذه قائمة لبعض الشخصيات التي تربطها علاقات بالبلدين:
- أولفا ميرال (31 يناير 1902[22][23][24] – 1 فبراير 1986[22][25][26])
- إيلي أفرام (ممثلة سويدية، 29 يوليو 1990 – )
- لارا دوتا (16 أبريل 1978[27] – )
- هارالد ساندبرغ (دبلوماسي سويدي، 12 مارس 1950 – )

## وصلات خارجية
- موقع وزارة الخارجية السويدية
- موقع وزارة الخارجية الهندية